# Greenbush (Minnesota)
Pour les articles homonymes, voir Greenbush.
Greenbush est une ville américaine située dans le Comté de Roseau, dans le Minnesota. Selon le recensement de 2010, sa population est de 719 habitants.